# International Commerce Centre
International Commerce Centre se află în Hong Kong, stat asociat Chinei, fiind cea mai mare clădire din orașul cu același nume. Construcția a început în anul 2002 și s-a finalizat la finele anului 2010, având o structură solidă de 188 de etaje și o înălțime de aproximativ 484 m. Clădirea este făcută de către compania Wong&Ouyang (HK) Ltd. 
A câștigat o serie de premii, inclusiv un premiu internațional de performanță a clădirilor în 2015, un premiu pentru performanță al Consiliului pentru clădiri înalte și habitat urban în 2014, un premiu de merit pentru arhitectură de la Institutul American de Arhitecți în Hong Kong (2010) și un premiu de aur în 2011 de la MIPIM Asia, o asociație imobiliară.

În 2012, turnul a funcționat bine, când taifunul Vicente a atins pământul, înregistrând viteze medii ale vântului într-o perioadă de 10 minute de 140 km/h și provocând Observatorul din Hong Kong să emită un semnal de uragan, nr. 10, primul pe care l-a emis din 1999 încoace.
https://rwdi.com/en_ca/projects/international-commerce-centre/
1. ↑   http://www.skyscrapercenter.com/building.php?building_id=137 Lipsește sau este vid: |title= (ajutor)
2. ↑  „International Commerce Centre” (în engleză). RWDI. Accesat în 10 decembrie 2024.